# Municipio de Chilchota
El municipio de Chilchota es uno de los 113 municipios en los que se encuentra dividido el estado de Michoacán, México. Se encuentra localizado al norte del estado. Forma parte de la llamada «Cañada de los Once Pueblos», la cual es formada por una serie de poblaciones que comienzan en el pueblo de Carapan y terminan en el poblado de Los Nogales. Anteriormente fue conocido con el nombre Tzirapu. Su cabecera municipal es la localidad de Chilchota.

## Toponimia
Chilchota, tanto en purépecha como en náhuatl, tiene el mismo significado: ‘lugar de chiles o chile verde’, debido a que durante la época prehispánica el chile era cultivado y recolectado en gran escala en toda la cañada, como forma de tributo y comercio con los pueblos de la puesta. Sin embargo, algunos etimologistas, interpretan la palabra como ‘lugar de sementeras’. Su principal actividad es la agricultura, la ganadería y el comercio.

## Historia
Durante la época de la conquista en 1524, Chilchota aparece como asentamiento de familias hispanas, donde más tarde se instaló un corregimiento tributario y, posteriormente, queda constituido en «República de Indios».
Por la Ley Territorial del año de 1831, se forma la municipalidad de Chilchota.

## Geografía
Se localiza al noroeste del estado, en las coordenadas 19º51’ de latitud norte y 101º87’ de longitud oeste; y se encuentra a una altitud de 1770 m s. n. m. Limita al noreste con el municipio de Purépero, al este con los municipios de Zacapu y Cherán (este último también al sur), al sur con el municipio de Paracho, al suroeste con el municipio de Charapan y al noroeste con el municipio de Tangancícuaro.

### Clima y ecosistema
Su clima es templado, con lluvias en verano. Tiene una precipitación pluvial anual de 1000 mm y con temperaturas que oscilan de 5 a 36 °C.
Su superficie es de 305.13 km² y representa el 0.51 por ciento del total del estado. Su relieve está constituido por el Eje Neovolcánico, al que pertenecen los cerros Viejo, Cobre y San Ignacio.
Su hidrografía la constituyen los ríos Duero y Rito.

### Características y Uso del suelo
Los suelos del municipio datan del periodo cenozoico y corresponden principalmente a los del tipo podzólico. Su uso es primordialmente ganadero y en menor proporción agrícola y forestal.

## Demografía
En el municipio de Chilchota, según el censo del INEGI, en 2020, la población representaba el 0.85 por ciento del total del estado. Para 2020, se tienía una población de 40 560 habitantes, una tasa de crecimiento del 2.2 por ciento anual, y una densidad de población de 128.1 hab/km². El número de mujeres es relativamente mayor al de los hombres, en concreto 20 889 contra 19 671, respectivamente.

### Localidades
En el censo de 2020 el municipio de Chilchota contaba con 19 localidades.
| Código INEGI    | Localidad                    | Población (2020) |
| --------------- | ---------------------------- | ---------------- |
| 160250001       | Chilchota                    | 8 280            |
| 160250003       | Carapan                      | 6 867            |
| 160250005       | Huáncito                     | 4 403            |
| 160250007       | Ichán                        | 4 274            |
| 160250017       | Zopoco                       | 3 107            |
| 160250002       | Acachuén                     | 2 881            |
| 160250014       | Santa María Tacuro           | 1 990            |
| 160250013       | Santo Tomás                  | 1 773            |
| 160250009       | Los Nogales                  | 1 644            |
| 160250016       | Urén                         | 1 611            |
| 160250015       | Tanaquillo                   | 1 530            |
| 160250006       | Huecato                      | 723              |
| 160250008       | Morelos (José María Morelos) | 558              |
| 160250004       | La Cofradía                  | 533              |
| 160250010       | El Pedregal                  | 152              |
| 160250025       | Santa Cruz                   | 124              |
| 160250011       | Rancho Seco                  | 83               |
| 160250029       | La Guadalupana [Colonia]     | 16               |
| 160250023       | San Juan Carapan             | 11               |
| Total municipal | Total municipal              | 40 560           |

## Cultura
Uno de los principales problemas a los que se enfrenta el municipio es la falta de empleo, por lo que las expectativas de los habitantes de esta población es la búsqueda de empleo en otras ciudades tales como la ciudad de Zamora, Tangancicuaro de Arista y Jacona que son las más cercanas, pero desafortunadamente se encuentran en las mismas condiciones ya que las pequeñas y medianas empresas existentes carecen de alternativas de inversión. Por tal motivo gran parte de la población emigra principalmente a los Estados Unidos, buscando una mejor forma de vida.
Por sus condiciones naturales, el municipio cuenta con lugares propios para el desarrollo turístico. Entre otros, encontramos el parque nacional de Carapan, Parque comunal La Toma de Tanaquillo, el Manantial de Ostacuro, y el Parque Ojo de Agua de Chilchota.
Monumentos:
- Arquitectónicos: Templo de San Miguel Arcángel en Tanaquillo; templo de San Francisco en Ichán; Capilla del Hospital en Huancito; templo de Santo Tomás en Santo Tomás; templo de la Virgen de la Natividad en Tacuro; templo de San Juan Carapan en Huancito, capilla del Antiguo Hospital; y parroquia del Señor Santiago, en la cabecera municipal.
- Arqueológicos: Zonas en Parachico y Cerro Viejo.

Las artesanías y la gastronomía constituyen otros de los atractivos de la región. Entre las artesanías se pueden encontrar alfarería de barro vidriado y loza de cambray, madera tallada y torneada. Joyería: aretes y arracadas de plata; deshilados y bordados; y ramos de azahares.
La gastronomía contiene alimentos a base de maíz como corundas, uchepos y tamales de zarzamora; guisado conocido como churipo, las chapatas (tortillas de trigo), takerechuskuta (gorditas de trigo), atole de grano de maíz y anís.
Siendo una zona en donde la mayoría de los habitantes son católicos, los principales festejos se dedican principalmente a este culto religioso.
En el municipio se festejan las fiestas locales:
- Celebración de Corpus Christi en Ichán.
- 20 de enero: en Huancito Fiesta al patrón San Sebastián.
- 25 de julio: fiesta del patrón Santiago Apóstol
- 29 de septiembre: en Tanaquillo, feria tradicional.
- 4 de octubre: fiesta mayor del patrón San Francisco en Ichán.
- 1 de noviembre: en Huancito, fiesta de Todos los Santos y (animeecherii k’uinchekua).
- 22 de noviembre: fiesta en honor a santa Cecilia.

## Economía
- Agricultura: sus principales cultivos son: maíz, trigo, frijol y frutales como aguacate, zarzamora, fresa, durazno y lima.

- Ganadería: a partir de la década de los noventa, este sector ha venido a menos; se cría ganado bovino, porcino, ovino, caballar y aves de corral.

- Industria: los azahares es su principal industria y promotora de empleos. Otras ramas de la industria son de alimentos como el pan, además de la artesanías y la música.

- Explotación forestal: el volumen forestal tiene muy poco valor agregado, pues el 35 % se utiliza para caja de empaque y el resto para madera dimensionada y leña de raja. La producción de aguarrás, brea y resina supera los 350 t, considerándose de nivel moderado a bajo.

### Localidades
La cabecera municipal, Chilchota, tiene como principal actividad económica la elaboración de azahares y pan.
Carapan. Sus principales actividades económicas son el comercio, la agricultura y la ganadería. Su distancia a la cabecera municipal es de 8 km. Dio su nombre al Proyecto Carapan de la SEP en los años treinta.  
Ichán. La música, filarmónicos y la alfarería son las principales actividades económicas. Se localiza a 6 km de la cabecera municipal.
Huáncito. Sus actividades preponderantes son la agricultura, ganadería, comercio y alfarería. Se encuentra 4.5 km respecto de la cabecera municipal.
Acachuén. Sus principales actividades son la agricultura, ganadería y comercio. Su distancia a la cabecera municipal es de 30 km.
Zopoco. La agricultura, alfarería, comercio y ganadería son principales actividades. Se localiza a 4 km de la cabecera municipal.
Tanaquillo. Sus principales actividades son la agricultura, ganadería y comercio de artesanías. Se ubica a 2.5 km de la cabecera municipal.
Urén. Sus principales actividades son la elaboración de tabiques (ladrillos), la elaboración de sombreros de panicua, el comercio, la ganadería, la música y la agricultura.
Tacuro. La agricultura, ganadería y comercio son sus principales actividades. Su distancia a la cabecera municipal es de 6.5 km.
Santo Tomás. Tiene como actividades económicas la agricultura, ganadería y comercio. Se encuentra a la cabecera municipal es de 3.5 km.
Los Nogales. Basa su economía en la fabricación de adobe y ladrillos para construcción.

## Personajes ilustres
- Francisco Vaca (1824-1894), jurisconsulto, dramaturgo y poeta.[7]